# Polyboroides
Genre
Polyboroides est un genre d'oiseaux de la famille des Accipitridés.

## Liste d'espèces
D'après la classification de référence (version 14.1, 2024) de l'Union internationale des ornithologues, il y a 2 espèces du genre Polyboroides (ordre philogénique) :
- Polyboroides typus Smith, 1829 – Gymnogène d'Afrique ;
- Polyboroides radiatus (Scopoli, 1786) – Gymnogène de Madagascar.